# ラストピリオド -終わりなき螺旋の物語-
『ラストピリオド -終わりなき螺旋の物語-』（ラストピリオド おわりなきらせんのものがたり）は、Happy Elementsによる日本のスマートフォン向けRPG。略称はラスピリ。
2019年8月にメジャーアップデートを実施し『ラストピリオド -巡りあう螺旋の物語-』へとリニューアルされた。
2022年12月27日をもってサービスを終了。終了前の12月22日にストーリーや図鑑を閲覧可能なメモリアルアプリが配信されている。

## 登場人物
ハル
声 - 花江夏樹
本作の主人公。スパイラルを浄化してアートに変える能力を持つ「アンダンテの民」で、故郷アンダンテの里がスパイラルによって滅ぼされたことから、幼馴染のちょこと旅に出る。二人旅の際に短期間だがモエギ、スピカ、アークトゥルスと行動を共にした（前日譚小説）。その後、ヒューマレルムのピリオド集団「アーク・エンド」の第8支部に所属する。しかし、弱すぎて認定試験に合格できず、ピリオド見習いという扱いとなった。
故郷では「禁忌の子」と呼ばれ疎まれており、自らを落ちこぼれと評する。自己肯定感は低いが、底抜けの優しさと諦めの悪さを持っており、前向きな性格をしている。押しに弱く、女の人が苦手。かっこいいものが好き。
ちょことは常に一緒に行動しており、部屋も同室。食費もハルが稼いでいる。
ちょことは「ちょこが人間でいられなくなった時にはちょこを殺す」という約束をしており、それを果たすため強くなろうとしている。しかし、ハル自身はちょこを殺すことに躊躇いがある。
ちょこを殺さずに救う方法を探すが見つけられず、殺すこともできず、ちょこの体を乗っ取った「原初のスパイラル」が世界を崩壊へ向かわせるという悲惨な結末で第一部の幕が下りる。
第二部では白い騎士の様な姿をした状態で登場する。腰にはラストレガリア「シルバーグラム」を携え、人智を超えた力を使いこなし、分断された六大国間を自由に行き来している。
アンダンテの民は15歳になると呪いが発現し、何かしらのハンデを負うこととなる。
ハルは祖神の血を直に引く「禁忌の子」で、呪いの影響が特に強い。
「大切なものの記憶を失う呪い」を受けてちょこの存在を忘れてしまったハルは、シルバーグラムに毎晩夢で「絶望した瞬間のちょこの記憶」を見せてもらうことで強引にちょこを思い出し、己の記憶に刻み付けながら過ごす。世界が崩壊へ向かっているのは自身がちょこを殺せなかったせいだという認識から、改めてちょこを殺すことを決意し、一人でちょこを探す旅に出た。
第一部の優しすぎる性格とは打って変わって、冷たく他人を突き放す態度を取る。
しかし、根の優しさは変わっておらず、全て己の事情に他人を巻き込まないための言動である。
ちょこ
声 - 田村ゆかり
ハルの幼馴染。アニメ版は第四の壁を破るようなメタフィクション的なセリフが多い。
無口で無表情。食への執着が強く、大食い。口癖は「うにゅ」
アンダンテの里では「ちょこ様」と呼ばれ崇められていた不思議な少女。
正体は、祖神が世界を再構築するための力を蓄える「器」で、長年アンダンテの民で実験をすることで生まれた優秀な個体。
アンダンテの里に原初のスパイラルが現れて里が滅ぼされた際、ちょこは原初のスパイラルをその身に封じ、難を逃れた。しかし、体内のスパイラルの影響で徐々に人間離れしており、いずれ乗っ取られることを危惧してハルに「人間でいられなくなったら殺して欲しい」と約束をした。
人間離れしている状態の例として、頭に謎の触覚が生えている、睡眠が不要（スパイラルは不眠）などがある。
ちょこを救う方法を探す旅で、世界に散っていた祖神の力は徐々にちょこの体へと集約され、十分な力を蓄えたところで祖神に利用されそうになるが、体内に封じていた原初のスパイラルが目覚め、ちょこの体を完全に乗っ取った。原初のスパイラルは祖神を殺し、世界をスパイラルの世にするため動き始める。
ミウ
声 - 上田麗奈
ハルが最初にスパイラルをアートに転生させた存在。ちょこからは非常食として扱われている。
ココットの弟が亡くなった場所でスパイラルとして現れており、後にスパイラルとなったココットのアート姿と酷似している。
リーザ
声 - 菊地美香
フルネームはリーザ・リリスベル。ブラッドレルム、リリスベル領の領主の娘で、氷の魔法を得意とする魔女。アーク・エンド第8支部に所属するピリオドで、ハルとガジェルのチームメイト。
チームではリーダーを名乗り、ガジェルの悪ふざけやパッとしないハルにツッコミを入れるしっかり者。ツンデレ気質。ハルに片想いをしている。
実家では家族、使用人から存在しないかのように扱われ、過酷な幼少期を過ごす。
しかし、それらの態度は長年家に取り憑いている精神干渉系スパイラルの呪いで母親が狂ってしまったことによるもので、本来は暖かい家庭だった。
姉のアリシアが現状に疑問を抱くことで一人だけ呪いの影響下から脱し、家を出て行った。
リーザは姉に後押しされ家を出てピリオドとなった。
呪いの根本のスパイラルを浄化してからは、母親との関係改善に努めている。尚、母親は呪いの影響下にあった期間の記憶が無いため生まれてすぐの頃のリーザしか知らず、可愛がれなかった分を埋めるかのように親バカとなっている。
第二部ではハルがいなくなり、ガジェルと共にアーク・エンド本部でエリートピリオドとして活躍しており、先輩としてウィンターの世話を焼く。
ウィンターの旅に同行し、共に六大国を巡る。
ガジェル
声 - 村瀬歩
フルネームはガジェル・モレパラ。アニマルレルム出身の獣人で、モレパラファミリーの次期ボス。ハルとリーザのチームメイトで、ハルとは親友。ブラッドレルムの雑誌・月刊マジョマジョの愛読者で、十輝石のサファイアが好き。
シスコンで、妹のミモザへの愛を叫んだり、抱き着こうとして殴られたりしている。
仲間想いの熱血漢で、脳筋。
第二部ではリーザと同様、ウィンターの先輩として旅に同行する。
エーリカ
声 - 加隈亜衣
ハルたちの所属する、アーク・エンド第8支部の司令官。片腕の負傷により前線を引いた。現役時代は「朱鬼」（アカオニ）の異名を持つピリオドとして知られていた。
モエギの元部下で、ジレッド、セルベルアとは同期。
強い口調で威圧感があり、厳しい訓練を行うことから恐れられているが、部下思いで優しい一面もあり、部下から慕われている。
上司のオルランドを慕っている。
カンパネルラ
声 - M・A・O
ハルたちの先輩で、よく後輩たちをからかう。エーリカとは付き合いが長く、食えない性格をしている事から、よくエーリカにたしなめられている。
普段は隠しているが、スカイレルム出身で、背中に翼を持つ天空人の中でも翼が極端に小さく飛べない「フォールン」と呼ばれる存在。
フォールンはスカイレルムの神「デミウルゴス」への供物としてその命を捧げられる。カンパネルラも幼い頃に命を落としたはずだったが、死にたくないという強い意志によって即時に転生し蘇った。それを「神への拒絶」と捉えられ、不敬罪で下界へ追放された。
しかし、デミウルゴスが求めていたのはカンパネルラのような存在で、デミウルゴスがスカイレルムから逃亡する際、カンパネルラに寄生し、その後長期に渡ってカンパネルラのふりをして過ごしている。
ジレッド
声 - 金城大和
ハルと同郷の兄貴分。エーリカとは同期であり、本部に所属している。
作中では所謂イケメンであり、女性に非常にモテる。若い頃には相当数の女性を口説きまくっていたそうである。ちなみにエーリカも口説かれた一人であるが、彼女からは正式に断られている。
食堂で働いていた女性・ココットと出会い、お互い惹かれ合い恋仲となる。しかしココットは後に事件によって亡き人となってしまい、ジレッドは喪失感を抱え、ハル達の前から姿を消す。
ココットの亡骸を引きずり歩くジレッドの元へ「ノイズ」という組織が死者蘇生の話を持ち掛け、ココットの蘇生を条件にノイズに協力する。ノイズはちょこを狙っており、ジレッドは同郷の兄貴分でありながら容赦なくハルの前に立ちはだかる。
蘇生したココットは思考を持たない抜け殻のような状態で、ジレッドの望む結果にはならなかった。ジレッドは祖神の語る新世界に希望を見出し、祖神に協力するようになる。
ノイン
声 - 上田麗奈
ジレッドが本部から連れてきた若手ピリオド。さぼり癖などエリートらしくないところが目立つものの、戦闘に関しては実力者。ハルからは妹のようにかわいがられている。
実はノイズのスパイで、ちょこを攫うためアーク・エンドに潜入していた。
スパイとして使われる前は、ノイズが秘密裏に行っている人間とスパイラルの融合実験「アカツキ計画」の実験体として物心ついた時から実験施設で暮らしていた。スパイラルとの適合率が低く、失敗作として冷遇されていたが、同じ実験体のズィーベン、アハトには実の妹のように可愛がられていた。
三人で実験施設からの逃亡を計画するが、ズィーベンは妹二人を逃がすために捕まり、ノインは追手に囲まれたことで逃亡の意志を喪失。アハトだけが逃げ果せた。
ノインはその後ノイズの言いなりとなり、スパイとなった。
スパイの役目を終えると、スパイラルと融合させられ暴走してしまう。完全な融合体となっていたズィーベンと戦わせられ、自らの手で姉を手にかけてしまった。
No.09
声 - 上田麗奈
スパイラルと融合したノインの姿。体内に注ぎ込まれたスパイラル因子に精神を侵食されており、力を制御できずに暴走する。元の天真爛漫なノインの面影はない。
暴走状態でハルたちと戦う。一時的に正気に戻ってハルたちに協力するが、瀕死の状態で行方をくらませる。気を失っているノインを偶然通りかかったアハトが発見し、目覚めさせるために色々と手を尽くす。
イオナ
声 - 茅野愛衣
コール（ガチャ）画面に登場するキャラクター。助っ人を呼び出す能力を持つ。
本来は祖神が作り出した輪廻そのもので、死した魂を現世に送る役割を持っている。
しかし、絶望した魂が現世への転生を望まず、輪廻に穴を開けて逃げ出してしまう。
そこで、魂が望む強い姿へ転生させれば絶望しないと考えたイオナは、輪廻をもう一つ生み出した。魂が「正の輪廻」を通ることで人間へと転生し、絶望した魂が「負の輪廻」を通ることでスパイラルとなる新たな世界の節理が生まれた。
イオナ自身は正の存在であるため、スパイラルが世界を崩壊へ向かわせることで弱体化している。六大国が分断された際に、イオナも六人に分裂した。
常夜のイオナ
ヘルレルムを担当するイオナ。ダウナーな雰囲気を漂わせている。
基点のイオナのことを愚妹と呼ぶ。
基点のイオナ
ヒューマレルムを担当するイオナ。臆病で恥ずかしがり屋で泣き虫。常に金欠。
他人に頼ることでどうにか生きている。人望が無い。
猛獣のイオナ
アニマルレルムを担当するイオナ。コールに頼らせないスパルタな方針を取っている。
身内を害されると怒ってカチコミに行く。
魔女のイオナ
ブラッドレルムを担当するイオナ。人に頼ってもらいたいが、おっちょこちょいなため頼ってもらえないポンコツ魔女。
機構のイオナ
スペアレルムを担当するイオナ。快活で爽やかな性格。
どこまでも前向きで、相棒のロボナと元気に活動している。
天上のイオナ
スカイレルムを担当するイオナ。自称アイドル。
知名度は絶望的で、ライブを行っても観客はいない。
嬰児のイオナ
崩壊したifの世界のイオナ。六人のイオナが最後の力を振り絞り、希望を託して生まれた幼い少女。一人で世界を救おうとするが、絶望してスパイラルとなってしまう。負の存在となってしまったので、コールで助っ人として呼べるのはスパイラルのみ。ウィンターに懐いている。
ワイズマン
裏の主人公の様な扱いをされている三人組。三人ともそれぞれハンデを抱えているが、生来からのものではなく、呪いである。そのハンデを解消する為に、原初のレガリアを探す旅を行っている。三人ともアンダンテの里にルーツがある。
アニメ版ではハルたちのライバル三人組で、ことあるごとにハルたちを妨害する。
ミザル
声 - 原田彩楓
目の描かれた帽子を目深にかぶっている。格闘術を得意とする。目が見えない。
三人の中では冷静沈着なリーダーの様な存在、およびツッコミ役。
キカザル
声 - 鬼頭明里
ヘッドホンをしており、声による攻撃を用いる。メガネをかけているもののワイズマンの中
唯一顔が全て見えていて、美少女として扱われることが多い。耳が聴こえない。
三人の中では非常に快活であり、とにかく声が大きく騒がしい。（ミザルに頻繁にうるさいと文句を言われている）
イワザル
声 - 真野あゆみ
口元に布を巻いている。ガトリング砲を武器として用いる。言葉をしゃべることができない。その為発言は全て「んー」が基本となっている。三人の中では爛漫さを持っているが、意外と周りをよく見れて行動が取れる。言葉が喋れない彼女の発言や意思は、キカザルが通訳する様な形で読み取っている。
グル
声 - 井澤詩織
ワイズマンの仲間である有翼の猿のような生き物。正体は謎。
ルルナ
声 - 田辺留依
ワイズマンと行動を共にする少女。イオナ同様助っ人を呼び出す能力を持つ。
アニメ版オリジナルキャラとして先行登場し、ゲーム版では、イベントストーリー「ルルナ、イベントやりま」で初登場。
尚、彼女は本来ゲーム版の方では実在しない存在であり、アニメ版から異世界であるゲーム版へ飛ばされてきた事がイベントストーリー内で判明する。（その為、ゲーム版のワイズマンメンバーは、彼女の事を知らない）
アハト
声 - イブ優里安
ノインの姉。スパイラル融合実験の実験体。No.8。
表情が乏しく、言葉も足りない。怒っていたり気難しいと勘違いされるが、実際は不器用なだけの優しい女性である。妹のノインと姉のズィーベンを心から愛しており、2人さえいれば他は何もいらないと思っている。
スパイラルと融合し倒れているノインを発見し、元に戻すためイルを頼る。
ズィーベンの亡骸が変質して出来たラストレガリアの所有者となる。
ネロ
声 - 逢坂良太
「伝説の獣人」と呼ばれる獣人。アニマルレルムで彼を知らない者はいない。兎獣人と狼獣人の混血種で、純血種による混血差別に苦しむ混血種たちにとっては英雄のような存在。
無口で無愛想。人間が嫌いで、人里離れた山に一人で籠って修行をしている。人参が好き。
狼獣人でギャル風な母、兎獣人で小さく知的な父がいる。数年越しの再会で弟のアニスと妹のルキが生まれていたことを知る。子供の扱いがわからず、弟妹への接し方に戸惑っている。
両親が精霊王・タイハクに仕えており、ネロ自身も幼いころからタイハクと交流がある。そのため、精霊王への無礼な態度も笑って許されている。
ヒューマレルムの王、フィオラの志を認め、連合軍に有志で加入。六大国が分断された際はヒューマレルムにいたため、一年余りをヒューマレルムで過ごすこととなった。人間の国で暮らす中で、人間への偏見を改めている。
メルディア
声 - 佐倉綾音
ヘルレルムの薔薇の亜人。200歳は過ぎている。お淑やかで大人っぽい雰囲気の女性。元はどこかの研究所で秘密裏に開発されていた生物兵器で、研究者の一人の情によって逃がされた。
現在はヘルレルムの森の中にある屋敷で、逃亡の手引きをした研究者の子孫であるリジェリーと共にのんびりと暮らしている。長命仲間が複数人おり、時々会って話をしている。
感情によって髪の色が変わる。普段は黄緑色だが、怒りによって真っ赤に染まる。大鎌を用いて戦う。
オラクル
声 - 藤田茜（アニメ版-楠ともり）
スカイレルムの予言者。未来を少しだけ見ることができる。優しくおっとりした雰囲気の女性。
詳しい年齢は不明だが、ペネトレイトよりは上となっているため、144歳以上である。
所謂糸目キャラで、作中で目を開けている姿は存在しない（デザイン画では開けている）。
六大国が分断された際、ヒューマレルムにいたことでしばらくヒューマレルムで過ごすこととなる。
人の言葉を話すスパイラル、レガトゥリスと対話を試み共存の道を探すが、失敗に終わった。
ユミル
声 - 内田秀
アニマルレルムで大人気の案内人。可愛らしい見た目の少年で、初対面の人には少女と間違えられることもしばしば。ファンクラブが存在しており、特に男性のファンが多い。
ムル・ラトゥム
声 - 高森奈津美
強い力を持った純血の獣人。完全な獣化ができる。名のある家の御令嬢だが、非常に野性的。
口癖は「うがー！」。偏食化で肉しか食べず、どうしても野菜を食べさせたかった両親は彼女に野菜を食べさせてくれる料理人を探した。
料理人・クルーゼの苦闘の末、ホプまんだけは野菜ごと食べられることが判明した。

魔女協会
ダイヤ
声 - 久野美咲
魔女協会の総帥。わずか9歳にして総帥となった天才（現在は11歳）。全属性の魔法が扱える。
所謂「のじゃロリ」である。
性格は年相応に子供らしく遊びたい盛りのため、総帥の仕事を放り出して街へ繰り出すことがある。その度に連れ戻されアクアマリンから説教を食らっている。
パフェが大好物。
総帥の責任は十分理解しており、いざと言う時は命を懸けて役目を全うする覚悟を持っている。
十輝石
ブラッドレルムの十人のトップモデル。総帥のダイヤの即位をきっかけにファッションブランドを立ち上げた。
サファイア
声 - 諏訪彩花
ルビー
声 ‐ 赤﨑千夏
アクアマリン
声 - 洲崎綾
エメラルド
声 - 高柳知葉
ガーネット
声 - 風間万裕子
アメジスト
声 - 天野凛
トパーズ
声 - 薮内満里奈
オニキス
声 - 望月麻衣
オパール
声 - 福積沙耶
パール
声 - 櫻井海亜
おっとりした口調で話す少女。画面外のプレイヤーに話しかけてきたり、メタ的な発言をする不思議な存在。連れている球体には「山本さん」等、日本人名が付けられている。

### 第二部
ヒューマレルム
ウィンター
声 - 酒井広大
第二部の主人公。ヒューマレルムで記憶の無い状態で目覚めた謎の青年。記憶が無いながらもスパイラルに異様なまでの憎悪を抱いている。戦闘能力が高い。基本的には温厚で気遣いが出来る優しさを持っているが、素直すぎる故に時々デリカシーが無い。
ヒューマレルムのレベルVIスパイラルであるラビュリントスを、戦闘の末に人の姿へと変えた。
人間となったラビュリントスの力で、分断された六大国間の移動が可能となり、ウィンター、ラビュリントス、リーザ、ガジェルの4人で六大国を巡る旅へと出発する。
アニマルレルム、ブラッドレルム、スペアレルム、ヘルレルム、スカイレルムの順にレベルVIのスパイラルを討伐して行く過程で、己の正体を知ることとなる。
ヘルレルムのレベルVIゼルプストに、ウィンターがスパイラルであると告げられ、スパイラルを憎悪していたウィンターは酷く取り乱してしまう。「人間の役に立たなければ殺されてしまう」と考えたウィンターは、人間の敵と判断したものを見境なく攻撃するようになる。
今までイエスマンとなっていたラビュリントスがウィンターの行動を間違いであると判断し、止めに入ったことで2人は初めて喧嘩をし、腹を割って話すこととなった。
自身がスパイラルであることを受け入れたウィンターは、スパイラルへ向ける己の感情が「憎悪」ではなく「悲しみ」であったことに気付き、以降はスパイラルを憎まず、救う方針に舵を切る。
スカイレルムのレベルVIデミウルゴスの発言によって、ウィンターがただのスパイラルではなく、原初のスパイラルの肉体「原初のレガリア」であることが判明する。
全てのレベルVIの力を吸収して来たウィンターは、原初のスパイラルとほぼ同一存在となっており、気を抜けば原初のスパイラルと同化してウィンターの人格が消滅してしまう非常に危険な状態となってしまった。
ウィンターは原初のスパイラルの支配に耐えながら、世界を救うための最終決戦に望む。
ラビュリントス
声 - 長縄まりあ
第二部のヒロイン。ヒューマレルムのレベルVIスパイラル。ウィンターによって人間へと姿を変え、六大国を巡る旅の案内人となる。
我儘な幼児のような態度で、人の感情を理解しない言動が多かったが、旅の中で恐怖や怒りといった感情を獲得して行き、人らしい成長を遂げる。
裸に前掛けのような格好をしていたが、ヘルレルムでの成長に合わせて白いワンピースへと服装が変化している。
固有の能力として、縁（えにし）の糸を紡ぐ力を獲得しており、反転空間で人間がスパイラルに変貌してしまわないよう加護を与えることが出来る。
フィオ
声 - 久保田梨沙
ヒューマレルムの現国王。フルネームはフィオラ・ヒューマレルム・エストリア。
剣王と呼ばれており、その名に相応しい剣の腕の持ち主。
若いながらも国民を引っ張るだけの確かなカリスマを持っており、スペアレルムとスカイレルムで戦争が起きた際は、他国との連合軍を結成し、敗戦したスペアレルムを支援するべく先頭に立った。
ラストレガリア「ウロボロス」の所有者で、ラビュリントス討伐においても前線に立って指揮を執っている。
ウィンターたちに、分断された他国の様子を見てくるよう依頼する。
ゼクス
声 - 小野友樹
王国騎士でフィオの側近。戦闘狂で、フィオを倒すことを目標とし、本人にも宣言している。
フィオの暗殺を企てていた組織に所属していたが、現在は寝返ってフィオに仕えている。
フェルトナ
声 - 堀江瞬
門番の少年。双子の兄。
平穏な暮らしを望んでいる。
ポルティエ
声 - 長野佑紀
門番の少女。双子の妹。
明るく元気なトラブルメーカー。
エルク
声 - 木島隆一
王国騎士。ラビュリントス討伐戦にて命を落とした。
ネイラ
声 - 得能ありさ
エルクの妻。結婚前はエルクと同じく王国騎士だった。エルク亡き後、1人で息子を育てている。
ソフィア
声 - 陶山恵実里
エルフの少女。同族は全員自然に還ってしまい、人型で活動しているのは彼女だけとなっている。
アニマルレルム
アスティル
声 - 桑原由気
純血種の狸の獣人。妖精王派で、カマイの臣下。
落ちこぼれの自身を臣下に選んだカマイに忠誠を誓っている。
戦闘能力は低いが、他人に化けることが出来る。
明るく優しい性格をしており、人と打ち解けるのが得意。カマイの命令で、素性を隠して各地の偵察をしていた。
カマイ
声 - 石原夏織
妖精王の娘。フルネームはカマイ・カモミラ。伝説の獣、麒麟の獣人で、雷を扱うことができる。
晩年の父の過激な思想には抵抗があり、父へ意見したことで一族内では浮いていた。
タイハクによるクーデターで王権が精霊王へと移り、妖精王派の隠れ里である妖精郷で隠れ暮らす。兄姉や父が亡くなり、一族の生き残りがカマイ1人となったことで、カマイが当主となった。
父を信奉する過激思想の獣人は、カマイの方針に納得出来ず勝手な行動をしている。
ラストレガリア「ミストルティ」の所有者。ミストルティはツリー・オブ・ライフへの対抗手段として代々受け継いでいるが、妖精王はミストルティを使用したことで精神を蝕まれ過激思想へと染まってしまった。
ツリー・オブ・ライフに徐々に支配されて行っている現状が許せず、討伐を決意し、ウィンターたちの協力を仰ぐ。
ツリー・オブ・ライフ
声 - 高橋未奈美
アニマルレルムのレベルVIスパイラル。子を失った母の絶望から生まれた。
スパイラルの居ない楽園を作り出し、人々の警戒が緩み切ったところで一気に人間を襲い、より深い絶望へと落とそうと計画していた。
人間へと姿を変えてからは、「みんなのおかあさん」を名乗り、生きとし生けるもの全ての母として振る舞い、必ず「ちゃん」付けで呼んでくる。「おかあさん」と呼ばれないとスネる。
カマイに付けられた略称は「ツリオ」。
尚、ストーリー終盤で登場する「地母神ツリー・オブ・ライフ」というユニット名の読み方は「おかあさんツリー・オブ・ライフ」である。
固有の能力として、何者も通さない不可侵領域「箱庭」を作り出すことが出来る。箱庭は原初のスパイラルですら干渉出来ない完全なる安全地帯だが、箱庭内からは外界の状況を改善することは出来ない。
ブラッドレルム
ジン
声 - ブリドカットセーラ恵美
「不死蝶」の魔女。
ムゥ
声 - 濱口綾乃

ゼロ
声 - 花守ゆみり
終焉の魔女。世界で唯一の無属性魔法の使い手。
会話に「無」の付く熟語を頻繁に使う。

ブリューゲル
声 - 八巻アンナ
ブラッドレルムのレベルVIスパイラル。
スペアレルム
シャスナハ
声 - 種﨑敦美
スペアレルムの皇帝。
リベリオ
声 - 小橋里美
レジスタンスの女性。
No.EX
声 - 飯塚麻結
軍神アームストロング
声 - 上坂すみれ
ティフィル
声 - 村上まなつ
リューラ
声 - 立花理香
元天空人。
エクス・マキナ
声 - 衣川里佳
スペアレルムのレベルVIスパイラル。
ヘルレムル
アレーティア
声 - 小若和郁那
ゲーゼルシャフトに所属する研究者。学派「終結」の代表。
フルネームはアレーティア・アナトミア。
メモリ
声 - 奥村真由
ゲーゼルシャフトで助手をしている少女。
フルネームはメメントモリ・メリメ。
カルマ
声 - 安齋由香里
ゲシュタルト
声 - 坂泰斗
ゲーゼルシャフトに所属する研究者。三大学派「構造」の代表。
カミーユ
声 - 坂泰斗
クレヴァー
声 - 峯田茉優
ゼルプスト
声 - 白井悠介
ヘルレルムのレベルVIスパイラル。
スカイレムル
ルクロ
声 - 北島瑞月
セレアス
声 - 稗田寧々
クロエ
声 - 伏見はる香
レイチェル
声 - 澤田栞

ペネトレイト
声 - 速水奨

デミウルゴス
声 - 河野ひより
スカイレルムのレベルVIスパイラル。後悔の念から生まれた。
レベルⅥの中では一番力が弱く、使える能力も戦闘向きではない。そのため、スパイラルが跋扈していた場所では逃げ惑い隠れることしか出来ず、外敵の少ない高い山の上へと逃れた。そこへ同じく天敵から逃れてきた鳥の獣人たちと鉢合わせた。取引をし、デミウルゴスは獣人に力を与え、獣人はデミウルゴスを守護することとなった。デミウルゴスの力を授かった獣人は数代かけて進化をし、背に翼を持つ天空人となった。デミウルゴスは神と崇められるようになり、独自の宗教が発展した。
デミウルゴス自身にスパイラルの欲求はあまり無く、ただ平穏に暮らしたいと考えており、人間を襲わなければ生きられない己の性質を恨めしく感じていた。人間になりたいと考えたデミウルゴスは、己の絶望に耐えうる器を作り出すため、天空人の魂に干渉し、カンパネルラが生まれた。（器を作る過程で生まれたのがフォールン）自らの半神であるカンパネルラに寄生し、人間として生きようとした。
デミウルゴスにとって世界がスパイラルの世になることは不都合であったため、原初のスパイラルに反抗する姿勢を取っていた。レベルⅥを人に変えて回るウィンターは、己の「人間になりたい」という望みを叶えられる存在だが、デミウルゴスはウィンターが原初の肉体であることを理解していた。レベルⅥ最後の一体となった己の力がウィンターに渡れば、原初のスパイラルと同化して世界の崩壊を招くと予想し、ウィンターに倒されることを拒否した。
抵抗虚しく人へと変えられたデミウルゴスは、滅びゆく人の世界を終わらせないため、人としての平穏な暮らしのためにウィンターに協力し、必死に原初のスパイラルに立ち向かう波乱の「人生」を送ることとなる。
人の姿は金髪で乱れたロングヘアーの少女。目の下には常に隈がある。冷静に物事を考えるしっかり者だが、己が生き延びるためならば恥もプライドも捨て、文字通り手段を択ばない。生き汚いと自認している。

その他
ココット
ジレッドの恋人。とある事件によって命を落とす。
スパイラルとなってもジレッドに寄り添い続けた。
モエギ
声 - 高森奈津美
元ピリオド、現トレジャーハンターの女性。ピリオド時代はアーク・エンドの局長をしており、エーリカ、ジレッド、セルベリアの上司だった。最強のピリオドとして名を馳せており、レベルⅥとやりあうだけの実力を持っている。ラストレガリア「ムラクモ」の使い手。
外見は十代半ばほどだが、年齢は不詳。人に年齢を知られることを極端に嫌い、若者に見えるよう振舞っている。ハル曰く「サバ読みすぎ」。
妖精王
声 - 中村大志
名はサザン・カモミラ。カマイの父。麒麟の獣人で、龍の獣人ファロウの養子。真面目で不愛想だが義理堅く、義父を慕っている。ファロウが強力なスパイラル、ハリティアを封印してアニマルレルムの初代王「神霊王」となるが、ハリティア封印の際にミストルティを使用したことで狂ってしまう。神霊王の頼みで、狂いきる前にサザンの手で殺め、サザンは王位を継ぎ「妖精王」となった。
封印されたハリティアことツリー・オブ・ライフの封印がいずれ解けることを危惧し、ミストルティを使用して討伐を試みるが倒すことは叶わず、ミストルティによって精神を蝕まれた。思想が過激に歪み、純血至上主義となった妖精王の圧政は純血・混血の差別問題を深刻化させ、ついにはクーデターにより王位を剥奪される。妖精郷で隠れ住みながら王位奪還を画策していたが、狂気に飲まれながら息を引き取った。
ウーシア
声 - 占部真由子
ゲーゼルシャフトの代表。優秀な研究者で、ゲシュタルトとはライバルでありながら互いをリスペクトする良好な関係を築いていた。少し先の未来を予知する力を持っている。
実はイーロンに引き抜かれており、アカツキ計画に参加していた。知的好奇心を満たすため、自らを被験体としスパイラル因子を摂取したウーシアは、強力なスパイラルへと姿を変え、かつての仲間に牙をむいた。
激しい戦いの末討伐され、ラストレガリアとなった。
祖神・インヴァイス
声 - 山本兼平
世界を創造した神で、ハルの実の父親。
自身の想定していなかった異分子・スパイラルの出現により、世界の作り直しを決意した。しかし、作り直すには力が足りず、世界に分散している己の力を集約させる必要があった。力を集める器を作り出すため、己の血を引くアンダンテの民の中から器にふさわしい者が現れるのを待ち、器として使えるか確かめる実験を幾度となく行ってきた。実験の過程で試しに人と子を成してみた結果、生まれたのがハルである。己の血を直に引いておきながら弱く使えないハルを、「出来損ない」と評している。
己こそが至高の存在であり、その他の命はどうでも良いと考えている。スパイラルは「自分の世界に土足で踏み入った不届きもの」という認識で、大昔に原初のスパイラルを浄化した際に肉体を剥奪した。そのため、スパイラルは魂だけの存在となった。剥奪した肉体は祖神の力でも浄化が難しかったため、目に見えないほどの極小サイズまで刻み世界に散らした。
ノイズを率いて器作りやスパイラル制御の実験をしており、ちょこを攫って器として利用しようとした。しかし、ちょこの中に眠っていた原初のスパイラルの攻撃を受け消滅した。
エスカ
ハルが一人で旅をしている時にスペアレルムで出会った少女。安住の地を求めてハルの旅に同行し、ヒューマレルムで父親と再会する。父親と平穏な日々を送り始めた矢先「反転」に巻き込まれ、生きながらスパイラルへと変貌してしまう。
フアナ
声 - 河野ひより
フォールンの少女。デミウルゴスに魂を食われ命を落とす。しかし、デミウルゴスがスカイレルムから逃亡する際、デミウルゴスの力によって蘇り、デミウルゴスの身代わりをさせられることとなった。スパイラルの力で蘇った彼女は、生前よりも負の側面が強い。
シグナ
声 - 都丸ちよ
先代の風のセラフィムでリューラの姉。第二次グノーシス攻防戦にて命を落とした。
当時のスペアレルム皇帝（現皇帝シャスナハの父）と相打ちとなった。
六大国が分断された後、デミウルゴスの力で蘇り、ひたすらに国の防衛をし続ける。
イーロン
声 - 時永ヨウ
ノイズに所属する研究者。アカツキ計画を行っていた人物で、アハトの因縁の相手。
カルマからは先生と呼ばれ慕われている。ウーシアをノイズに引き入れた。
ノイズの方針はどうでもよく、自身の研究、真理の探究を目的としている。
輪廻の構造を研究、理解し、アハトの手で殺された際は即時に転生して生き返っている。その場で再度アハトに殺される。しかし後にカルマの手によって再復活し、再びアハトと対峙する。
カースティ
ヘルレルムのカジノ街・カースティシティを取り仕切るやり手のカジノオーナー。
豪運の持ち主で、ゲームでは負けなし。大切なものをベットし、勝負ののち敗者から強制的に賭けたものを略奪できる「天国と地獄」を使役している。尚、賭けるものは「美貌」や「頭脳」など、相手が大切だと思っているものならば形は問わない。
ヨハンナ
声 - 伊達彩夏
セレアスが幼い頃に仲良くなったフォールンの少女。デミウルゴスに捧げられ命を落としたが、同時期に捧げられ転生をしたカンパネルラに魂が内包されていた。
そのため、セレアスが持っているヨハンナの生存を示す光はカンパネルラに反応した。

## 世界観
本作は、強い絶望をもって死んだ者がスパイラルという異形の怪物となって甦る世界を舞台としている。このため、ただ単にモンスターを倒しても根本的な問題は解決しないため、スパイラルの復活を阻止するには討伐組織「ピリオド」の持つ武器「レガリア」が必要である。
「ピリオド」になるためには認定試験を受ける必要がある。
本作に登場する世界は「六大国」と呼ばれる国家に分かれる。

### 六大国
ヒューマレルム
人口が最も多い国で、多種多様な人種が暮らしている。国交の中心となっている国。
アニマルレルム
獣人が住まう国で、ヒューマレルムに次いで人口が多い。国民は排他的な性格ではないものの、他の種族にとって住みにくい環境であるため、国民のほとんどは獣人である。六大国で一番面積が広い。
スペアレルム
機械による文明が発展した軍事国家で、人口の規模はアニマルレルムに次ぐ。寒くやせた土地で、戦争で奪うことでしか生き抜けない過酷な環境。アニマルレルムの一部を植民地にしており、スカイレルムとは長きに渡って敵対関係にある。六大国で一番歴史が浅い。
ブラッドレルム
男子禁制の魔女の国。元々他の国との交流が乏しかったうえ、魔女に対する偏見ゆえに孤立していたが、新たに就任した総帥がファッション政策を強化した結果、開放的な国柄へと変化した。その昔、魔女同士の争いで絶えず血を流していた修羅の国であることから「ブラッドレルム」と名がついた。
スカイレルム
天上に位置し、翼を持つ聖なる種族「天空人」が住まう国家で、人口は5,000人ほどだが、国力は強い。聖律によって下界との交流を禁じている。国民の大半は「神」を信仰しており、信心深い。高い山の頂上と、神の力で浮遊している浮島で構成されている。
ヘルレルム
優秀な学者や亜人が多く暮らしている、太陽が昇らない常夜の国。島国で人口は約10万人。

## 語録
本作に登場する特殊な物、事象についての解説をまとめています。
ピリオド
各国に存在する自治組織に所属する戦士。組織には各国共通で「○○・エンド」と名がついている。スパイラルを浄化するのが主な仕事。国と連携して警察のような役割も果たしている。スペアレルムはこれらの役割を全て軍が担っている。
スパイラル
絶望して死んだ魂の成れの果て。肉体を持たない魂だけの存在。レガリアでしか浄化できず、普通の武器で倒した場合はいずれ復活してしまう。
レガリア
エネルギーを秘めた鉱石。生物の死骸が長い時間をかけて変質したもの。スパイラルを浄化することができる。他にも、機械の動力源や装飾品として使われている。
正の輪廻/負の輪廻
世界に存在する、相反する二つの輪廻。人間の死後、通常の魂は正、絶望した魂は負の輪廻を通り転生する。負の輪廻を通った魂はスパイラルとなる。
感情史
人間の感情の積み重ね。人々の感情によって紡がれてきた歴史。繋がり。
希望によって紡がれるものを「正の感情史」、絶望によって紡がれるものを「負の感情史」と呼ぶ。
アンダンテ
祖神の血を引く一族。正の輪廻に干渉する力を持っており、レガリアを使わずにスパイラルを浄化することができる。15歳（成人）になると何かしらの呪いが発現する。15歳となったら里を出て、一族以外の人間と番うことを掟としている。これは血を薄めるという目的があり、血が濃い者は禁忌とされた。
祖神
世界の創造主。人間や正の輪廻は祖神の造物。
原初のスパイラル
世界で最初のスパイラル。正の輪廻によって生み出され、負の輪廻を司っている。
原初のレガリア
原初のスパイラルの肉体。物質を本来の形に補う能力を持っている。アームストロングの全身機械化やシャスナハの義眼に使用されている。原初のレガリアに普通のスパイラルの魂を入れ込んだものがウィンターである。
ラストレガリア
力の強いスパイラルが死後結晶化したもの。絶望を喰らう性質を持っている。スパイラルとなった人物の魂が宿っており、使い手を選ぶ。使い手となった者の魂を少しずつ喰らうため、長く使うと使い手が狂ってしまう。一度ラストレガリアに魂を食わせた者はラストレガリアに宿る魂と会話が可能となる。レベルⅥへの唯一の対抗手段と言われている。
反転
世界が負の感情史で構成される世界へと書き換わる現象。反転した世界では「スパイラルであることが正しい」という常識の改変が起こり、普通の人間は人の形を保てずスパイラルへと変貌してしまう。
原初のスパイラルが全世界を反転させるべく準備を進める過程で、漏れ出た力によって局所的にこの現象が起こる事がある。
螺旋回廊
六大国が分断された際に出来た、国と国の狭間に出来た特殊な空間。レベルⅥとラストレガリアのみ空間を切り裂いて入口を開けることができる。螺旋回廊内は反転空間とほぼ同じで、普通の人間が生きていられる空間ではない。
軍姫
スペアレルムの軍を率いる四人の少女。それぞれ東西南北で軍を指揮している。全員若いが、実力は非常に高い。大総統によって設立された役職。
セラフィム
スカイレルムで神に力を与えられた特別な四人の天空人。国民を守る役目を持っている。神の御使いと呼ばれる不思議な生き物を連れている。セラフィムたちはそれぞれ火、水、風、光を司っている。
ゲーゼルシャフト
ヘルレルムの研究者組織。大半の研究者はここに所属している。巨大な研究施設になっており、研究に必要な設備が整っている。生活に必要な物も完備されており、研究者は施設に住み込んで各々研究に励んでいる。実力を認められた研究者のみが入会を認められ、成果が著しく低いものは退会させられる。多様な学派が存在し、定期的に学派を跨いだ学会が開かれている。

## 開発
本作は、「気軽に遊べる」というコンセプトと「悲しみの連鎖に終止符を打つ」というテーマで、開発が行われた。開発の中心は『マジョカ†マジョルナ』の開発チームであり、『マジョカ†マジョルナ』からもキャラクターが登場している。本作はゲーマーだけでなくアニメや漫画のファンもターゲットにしており、物語への没入感を高めるためにキャラクターのセリフは吹き出しで表示されるほか、キャラクターデザインもかわいらしさとかっこよさを両立したものが採用された。
「ラストピリオド」というタイトルは、開発の後期に決定した。本作のプロデューサーである松田晃佑は、この言葉を採用した理由について、「この単語は元々バスケットボールの専門用語として使われているため、造語よりかはある程度なじみのある語感の方が頭に入りやすい」とファミ通とのインタビューの中で述べている。
本作はアニメ化を目標に開発され、オープニングアニメーションの制作にはEGG FIRMとJ.C.STAFFが起用された。

### キャラクター設定
本作の開発にはキャラクターを重視する方針がとられ、アニメ化しても違和感のないキャッチーでカジュアルなキャラクターデザインにするよう、キャラクタデザイナーのwhoopinに指示が出された。松田は、whoopinのキャラクターデザインについて、「色気がありながらもいやらしくない」と評価しており、whoopinのデザインがキャラクターの魅力の大部分を支えていると述べている。多くのスマートフォン向けRPGではプレイヤーが自己投影しやすくするために主人公の名前が設定されていないのに対し、本作では主人公に「ハル」という名前が付けられ、仲間との3人組で行動するなど、他のキャラクターとの関係性が明確化された。
主人公のハルやヒロインのちょこをはじめとする主要な登場人物はアニメやライトノベルのキャラクターを参考に作られた。また、『マジョカ†マジョルナ』のガチャの画面に登場するガチャコは無機質だったのに対し、本作のガチャの画面に登場するイオナは明るい性格のキャラクターとして作られた。
キャストのうち、ミウ役の声優は伏せられており、2018年2月4日に行われたファン感謝祭にて、ノイン役の上田麗奈が兼任していたことが明かされた。

## 反響
本作は配信開始から間もなく、ダウンロード数が100万回を突破した。また、配信直後にあたる2015年5月20日の時点でプロモーションが行われなかったのにも関わらず、Happy Elementsの他タイトルをプレイするユーザーからの人気もあり、口コミによるユーザー層の拡大にも成功した。本作のプロデューサーの松田は、キャラクターの魅力と「六大国」の個性の強さが人気の理由ではないかとGameBizとのインタビューの中で推測している。

## 小説
全てMF文庫J（KADOKAWA/メディアファクトリー）より刊行。
- ラストピリオド 終止符の約束（著・イラスト：Happy Elements）2016年1月25日発売、ISBN 978-4040680156
- ラストピリオド 果たすべき約束の物語（著：暁雪、カバーイラスト：高橋みか、口絵・本文イラスト：荻pote）2018年4月25日発売、ISBN 978-4040698601

## テレビアニメ
| 原作                                            | Happy Elements                                          |
| キャラクターデザイン                            | whoopin                                                 |
| 監督                                            | 岩崎良明                                                |
| シリーズ構成                                    | 白根秀樹                                                |
| アニメーションキャラクター デザイン・総作画監督 | 高橋みか                                                |
| 美術監督                                        | 岩瀬栄治                                                |
| 美術設定                                        | 大平司                                                  |
| 色彩設計                                        | 安藤智美                                                |
| 撮影監督                                        | 廣瀬唯希                                                |
| 編集                                            | 新見元希                                                |
| 音楽                                            | マニュアル・オブ・エラーズ                              |
| 音響監督                                        | 岩浪美和                                                |
| 音響効果                                        | 小山恭正                                                |
| 音響制作                                        | マジックカプセル                                        |
| 音楽制作                                        | NBCUniversal Entertainment                              |
| 音楽プロデューサー                              | 藤平直孝                                                |
| プロデューサー                                  | 松田晃佑、黒須礼央、大原幸蔵 万木壮、三上公也、畠山拓郎 |
| プロデューサー                                  | 鈴木薫（アニメーション制作）                            |
| プロデュース                                    | EGG FIRM                                                |
| アニメーション制作                              | J.C.STAFF                                               |
| 製作                                            | LAST PERIOD ANIMATION PROJECT                           |

2018年4月から同年6月まで、TOKYO MX・ABCテレビ・BS11・AT-Xにて放送された。
ストーリーは原作通りではなく、後述のようにオリジナルとなっている。

### あらすじ
ハルが赴任したアーク・エンドの第8支部は謎の盗難によって財政破綻に陥った。本部からも見放され、残されたハルたち3人のピリオドは、支部を再建すべく闇営業に奔走する。

### 制作
ゲーム版（以降、「原作」）のオープニングアニメーションと同様に、EGG FIRMがプロデュース、J.C.STAFFがアニメーション制作を担当した。
テレビアニメ版のスタッフは、EGG FIRMとJ.C.STAFFが松田に提案する形で決められた。男性主人公の描写がうまく、キャラクターと真摯に向き合うという理由から、監督には『ゼロの使い魔』などで知られる岩崎良明が起用された。松田は、岩崎が原作をやりこんでいたためにキャラクターの魅力を確保してくれて助かったと、アニメ！アニメ！とのインタビューで述べている。キャラクターデザインの高橋みかは、J.C.STAFFの推薦で起用された。シリーズ構成には『ダンジョンに出会いを求めるのは間違っているだろうか』の白根秀樹が起用されたほか、いくつかの話の脚本は原作のシナリオライターが執筆した。
「原作とアニメのそれぞれでファンを生み出すことが重要である」という方針から、原作とは異なり、ハルたち主人公チームとワイズマンの対立を軸にした1話完結のエピソードが展開する。松田は、原作のストーリーをそのままアニメ化するつもりはないとアニメ！アニメ！のインタビューで述べており、EGG FIRMの代表取締役である大澤信博とJ.C.STAFFのプロデューサーである松倉友二と価値観を共有していたとも述べている。コンセプトについては原作と同様に「攻める」としており、メタフィクション要素やパロディなどが多く含まれているほか、「コール」も演出として登場する。
ハル役の花江夏樹は、テレビアニメ版について「ファンタジーながらも日常系の雰囲気が強い作品」と超!アニメディアとのインタビューの中で述べている。
第3話は2017年に原作でコラボレーションした『ひぐらしのなく頃に』の登場人物に酷似した人物が登場する内容であり、第3話の放送に合わせて原作でも復刻イベントが開催された。また、第7話はアニメ『けものフレンズ』のパロディとして、当時の炎上騒動をぶり返す「最も攻めた」内容となっている。

### 主題歌
オープニングテーマ「欲張りDreamer」
作詞・作曲 - no_my / 編曲 - 平田祥一郎 / 歌 - ハル（花江夏樹）×ちょこ（田村ゆかり）
エンディングテーマ「ワイズマンのテーマ」
作詞 - 藤林聖子 / 作曲・編曲 - 大久保薫 / 歌 - ワイズマン（原田彩楓、鬼頭明里、真野あゆみ）
挿入歌「Shining!」（第6話）
作詞・作曲 - 谷口尚久 / 歌 - 十輝石［ルビー（赤﨑千夏）、サファイア（諏訪彩花）、アクアマリン（洲崎綾）］ featuring ダイヤ（久野美咲） / コーラス - Cloe、笠原芽衣、姫乃たま

### 各話リスト
| 話数   | サブタイトル     | 脚本              | コンテ                     | 演出                              | 作画監督                                                                                               |
| ------ | ---------------- | ----------------- | -------------------------- | --------------------------------- | --- |
| 第1話  | 終了のお知らせ   | 白根秀樹          | 岩崎良明                   | 岩崎良明                          | 冷水由紀絵 上田みねこ 佐野はるか 松元美季                                                              |
| 第2話  | 温泉改           | 白根秀樹          | 小林孝志                   | 森義博                            | 山内則康 猿渡聖加 茂木眞一                                                                             |
| 第3話  | その日暮らし     | 谷畑ユキ          | 岩崎良明 小林孝志          | 藏本穂高                          | 木本茂樹 坂本哲也 熊谷勝弘                                                                             |
| 第4話  | おゼル持ち       | 杉原研二          | 倉川英揚                   | 野上良之                          | 伊東葉子 佐野はるか 藤部生馬 坂本哲也                                                                  |
| 第5話  | 沼の名は。       | 白根秀樹          | 檜川信夫                   | 工藤利春                          | 木本茂樹 冷水由紀絵 中西愛                                                                             |
| 第6話  | 仮面の告白       | 杉原研二          | 橋本敏一                   | 橋本敏一                          | 坂本哲也 伊東葉子 熊谷勝弘 上田みねこ 藤部生馬 佐野はるか                                              |
| 第7話  | あにまるトモダチ | 谷畑ユキ 白根秀樹 | 檜川信夫                   | 森義博                            | 山内則康 梶浦紳一郎 茂木眞一 猿渡聖加                                                                  |
| 第8話  | 水着貝           | 水上清資          | 広尾進                     | 野上良之                          | 伊東葉子 森七奈 佐野はるか                                                                             |
| 第9話  | 膨張する銀河     | 白根秀樹          | 檜川信夫                   | 藏本穂高                          | 冷水由紀絵 坂本哲也 上田みねこ 中西愛                                                                  |
| 第10話 | はぴえれ怪       | Happy Elements    | 橋本敏一                   | 橋本敏一                          | 伊東葉子 佐野はるか 森七奈 古木舞 藤部生馬 玩拓                                                        |
| 第11話 | 架空の話         | 白根秀樹          | 小林孝志 二瓶勇一          | 野上良之                          | 冷水由紀絵 佐野はるか 坂本哲也 上田みねこ 中西愛 中田久美子 玩拓                                       |
| 第12話 | ラストピリオド   | 白根秀樹          | 檜川信夫 橋本敏一 岩崎良明 | 岩崎良明 橋本敏一 工藤利春 尾鉄大 | 高橋みか 伊東葉子 佐野はるか 芝田千紗 坂本哲也 中田久美子 森七奈 冷水由紀絵 藤部生馬 中西愛 上田みねこ |

### 放送局
| 放送期間                | 放送時間                     | 放送局    | 対象地域   | 備考                          |
| ----------------------- | ---------------------------- | --------- | ---------- | ----------------------------- |
| 2018年4月12日 - 6月28日 | 木曜 0:00 - 0:30（水曜深夜） | TOKYO MX  | 東京都     |                               |
|                         | 木曜 2:15 - 2:45（水曜深夜） | ABCテレビ | 近畿広域圏 | 『水曜アニメ〈水もん〉』第1部 |
| 2018年4月13日 - 6月29日 | 金曜 0:00 - 0:30（木曜深夜） | BS11      | 日本全域   | BS放送 / 『ANIME+』枠         |
| 2018年4月15日 - 7月1日  | 日曜 0:00 - 0:30（土曜深夜） | AT-X      | 日本全域   | CS放送 / リピート放送あり     |

| 配信期間                | 配信時間      | 配信サイト                                             |
| ----------------------- | ------------- | ------------------------------------------------------ |
| 2018年4月12日 - 6月28日 | 金曜 0:00更新 | GYAO!                                                  |
| 2018年4月 - 6月         | 不明          | Amazonプライム・ビデオ dアニメストア J:COMオンデマンド |

### BD
| 巻 | 発売日        | 収録話         | 規格品番  |
| -- | ------------- | -------------- | --------- |
| 1  | 2018年6月27日 | 第1話 - 第4話  | GNXA-2141 |
| 2  | 2018年7月27日 | 第5話 - 第8話  | GNXA-2142 |
| 3  | 2018年8月29日 | 第9話 - 第12話 | GNXA-2143 |

### Webラジオ
『ラジオピリオド ―ワイズマンの秘密基地―』は、2018年4月10日から6月26日にかけて、音泉にて毎週火曜に配信された番組。パーソナリティはミザル役の原田彩楓、キカザル役の鬼頭明里、イワザル役の真野あゆみ。